# Ōyodo
Ōyodo (大淀町?) è una cittadina giapponese della prefettura di Nara.